# Spelaeoconcha paganettii
Spelaeoconcha paganettii is een slakkensoort uit de familie van de Vertiginidae. De wetenschappelijke naam van de soort is voor het eerst geldig gepubliceerd in 1901 door Sturany.